# Dachstein
Masiv Dachstein pokriva površino okoli 600 kvadratnih kilometrov z desetinami vrhov nad 2500 m, od katerih so najvišji na južnem in jugozahodnem območju. Glavni vrh Hoher Dachstein je na nadmorski višini 2995 metrov. Gledano s severa, v masivu Dachstein prevladujejo ledeniki s skalnatimi vrhovi, ki se dvigajo nad njimi. Nasprotno, na jugu se gora spušča skoraj navpično do dna doline.
Glavni vrh masiva Dachstein (Dachsteingebirges). Ima obliko dvojnega vrha:
- Hoher Dachstein je z 2995 m nmv [1] najvišji vrh Dachsteinskega pogorja in hkrati najvišji vrh avstrijskih zveznih dežel Zgornje Avstrije in Štajerske. Je močno kraška gora v osrednji Avstriji in druga najvišja gora v Severnih apneniških Alpah. Je na meji Zgornje Avstrije in Štajerske in je najvišja točka v vsaki od teh dežel. Deli masiva ležijo tudi v deželi Salzburg, zaradi česar se gora imenuje Drei-Länder-Berg ("gora treh dežel").
- Severno, 400 m stran, je Niedere Dachstein z višino 2934 m nmv.

Zaradi svoje višine in privlačnosti je Dachstein že od 19. stoletja postal priljubljena destinacija planincev, gornikov in alpinistov, potem ko je bil Grimming dolgo najvišja gora na Štajerskem. Znane so tudi približno 1 km visoke rdečkaste južne stene iz Dachsteinskega apnenca.

## Lega in pokrajina
Dachstein je gora v Severnvzhodnih Alpah in drugi najvišji vrh za Parseierspitze v Lechtalerskih Alpah (3036 m nadmorske višine). Medtem ko Niedere Dachstein v celoti leži v Zgornji Avstriji, meja med Zgornjo Avstrijo in Štajersko poteka čez Hoher Dachstein. Hallstatt je 10 kilometrov severno-severovzhodno, Ramsau am Dachstein je približno 6,5 kilometrov jugovzhodno in Lammertal je na zahodnem robu.

### Ledenik
Na Dachsteinu je več ledenikov: 
Severovzhodno od glavnega vrha je ledenik Hallstätter Gletscher (zgodovinsko Karlseisfeld), vzhodno Schladminger Gletscher, severozahodno Veliki in Mali Gosaugletscher in Schneelochgletscher. Danes se vsi umikajo, nekateri v razpadajo. Torsteingletscher (v Windlegerkarju), Edelgrießgletscher (južni bok Koppenkarstein) in polja na južni steni Dachsteina so v zadnjih desetletjih večinoma izginili in so zdaj le z naplavinami pokriti ostanki mrtvega ledu. Kjer koli se ledeno polje uporablja za smučišče Dachsteingletscher, se izvajajo obsežni ohranitveni ukrepi.
Številna Dachsteinska jezera so ledeniška jezera teh ledenikov, zlasti Eisseen Hallstattskega ledenika.
V času ledeniškega maksimuma je bil Dachsteinski ledenik eno najobsežnejših ledeniških polj v Vzhodnih Alpah in je v osnovi oblikoval celoten Salzkammergut in Ennstal. Načeloma je večina vseh jezer Salzkammerguta ledeniških jezer Dachsteinskega ledenika: nekaj jezer na robu njegovih jezikov, nekaj lukenj mrtvega ledu ali postledeniških barij.

## Prvi vzpon in turistični razvoj
Prvi turistični vzpon na Hoher Dachstein je 18. julija 1834 opravil Peter Karl Thurwieser, ki sta ga vodila brata Gappmayr iz Filzmoosa in čez ledenik Gosau, potem ko je nadvojvoda Karl pred tem odstopil nad ledenikom Hallstätter. Med tem vzponom je bil postavljen lesen vršni križ. O tem prvem vzponu se je že takrat govorilo, da naj bi vrh dosegel Jakob Buchsteiner leta 1819 ali 1823 med državnim pregledom. Vendar to velja za prvi vzpon na sekundarni vrh Torstein. Leta 1843 je Friedrich Simony tukaj postavil prvo na svetu via ferrato (Randkluftsteig). 14. januarja 1847 je Simony tu opravila prvi zimski vzpon.
Brata Irg (= Georg) in Franz Steiner iz Ramsaua sta 22. septembra 1909 preplezala prvo plezalno smer preko južne stene Hoher Dachstein. Pot se je takrat imenovala Steiner-Buamova lestev v nebesa in je še danes priljubljena plezalna pot znana kot Steinerweg.
Od leta 1951 na goro z zgornjeavstrijske strani vozi žičnica Dachsteinseilbahn, Dachstein-Südwandbahn pa od leta 1969 poteka s štajerske strani proti vrhu.
Kulturna krajina Hallstatt-Dachstein/Salzkammergut je od leta 1997 na Unescovem seznamu svetovne dediščine, vrh je meja med jedrom in varovalnim pasom.
Severozahodni del občine Ramsau am Dachstein je naravni rezervat.

## Vzpon
Ker je glavni vrh Dachsteina najvišji vrh Zgornje Avstrije in Štajerske, ga obiskujejo številni planinci, tako pozimi kot poleti. V dneh z lepimi vremenskimi razmerami je na poti pogosto tudi preko 100 planincev, možni so dolgi zastoji na ključnih točkah.
Najbolj znane poti vzpona so:
- Schulter-Anstieg (Simonyhütte–Hallstätter Gletscher–Dachsteinwarte–Ostgrat)
- Randkluft-Anstieg  (Simonyhütte–Ledenik Hallstätter–severovzhodni bok)
- Westgrat (Adamekhütte–Gosaugletscher–Obere Windlucke–Zahodni greben)

Te poti običajno zahtevajo alpsko opremo (prehodi ledenikov) in plezalne veščine.
Zanimive plezalne poti vodijo predvsem skozi južno steno Dachsteina, eno od klasičnih plezalnih sten v Alpah. Najbolj znani med njimi sta:
- Steinerweg (Hoher Dachstein, klasična pot, V)
- Pichlweg (Hoher Dachstein, klasična pot, IV)

Via ferrata Der Johann vodi do majhnega vrha Dachsteinwarte vzhodno od Hoher Dachstein, ki omogoča prečkanje Dachsteinwarte.
Na Dachstein se lahko povzpne tudi v kombinaciji treh ferat. Kombinirane so naslednje ferate:
- Anna Klettersteig (težavnost C/D)
- Johann Klettersteig (težavnost D/E)
- Schulter- oder Randkluftanstieg (težavnost B in 1)

Ime Klettersteige Anna in Johann sega v ljubezensko razmerje med štajerskim knezom nadvojvodo Janezom in hčerko poštnega upravitelja Ausseerja Anno Plochl.
Vsi trije vzponi skupaj tvorijo tako imenovano Dachstein Super Ferrata, ki traja približno devet ur. Pot se začne v dolini pred južnimi stenami in konča na vrhu Hoher Dachstein.

## Zavarovano območje
Gora leži na meji jedrnega območja Unescove svetovne dediščine kulturne krajine Hallstatt-Dachstein/Salzkammergut in sodi v evropski in naravni rezervat Dachstein (varstvo ptic in območje FFH) na zgornjeavstrijski strani ter v naravni spomenik Dachsteinsüdwand, naravni rezervat Severozahodni del občine Ramsau am Dachstein in krajinsko varstveno območje na štajerski strani Dachstein–Salzkammergut.

## Zanimivost
Leta 2010 je kitajski umetnik Aj Veivei dal štiritonski balvan prepeljati na vrh Dachsteina v okviru štajerske kulture "regionale X". Balvan se je iztrgal iz stene med hudim potresom v kitajski provinci Sečuan leta 2008. Za Weiweija je simbol za žrtve tega potresa in nesprejemljivega ravnanja kitajske politike s katastrofami.